# Augusta Pettersson
Augusta Pettersson (Peterson), född 6 november 1852 i Tammerfors, död 17 juli 1927 i Stockholm, var en finländsk-svensk  målare och konsthantverkare.
Hon var dotter till fabrikören Thomas Pettersson och Johanna Fredrika Lindberg. Pettersson studerade vid Slöjdskolan 1872–1875 och anställdes därefter som lärare vid Konstflitskolan i Helsingfors. Tillsammans med Emma Nordberg öppnade hon 1876 en privat konstskola i Helsingfors där huvudvikten var lagd på konsthantverk. Från 1881 fortsatte de verksamheten i Stockholm men nu även med målning i olja och akvarell på programmet. Pettersson medverkade i ett flertal konsthantverksutställningar och tilldelades vid dessa en guldmedalj, sex silvermedaljer och två bronsmedaljer.